# Rokia Traoré
Rokia Traoré (sinh ngày 26 tháng 1 năm 1974) là một ca sĩ, nhạc sĩ và nghệ sĩ guitar người Mali.
Cô đã thực hiện sáu album từ năm 1998 đến năm 2016. Bowmboï (2003) đã giành được giải thưởng Nhà phê bình tại Giải thưởng BBC Radio 3 tại World Music năm 2004 và album Tchamantché (2008) đã giúp cô đoạt giải Album âm nhạc thế giới của năm tại Victoires de la Musique năm 2009. Traoré đã thắng giải Nghệ sĩ xuất sắc nhất trong Giải thưởng Âm nhạc Songlines năm 2009.
Cô là thành viên của nhóm dân tộc Bambara.

## Tiểu sử
Cha của Traoré là một nhà ngoại giao và cô đã được đi nhiều nơi trong suốt tuổi trẻ của mình. Cô đã đến thăm Algeria, Ả Rập Xê Út, Pháp và Bỉ và bị ảnh hưởng rất nhiều. Thị trấn Kolokani của cô nằm ở phía tây bắc của vùng Koulikoro tại Mali.
Rokia đã tham dự lycée ở Mali trong khi cha cô làm việc tại Brussels và bắt đầu biểu diễn công khai như một sinh viên đại học ở Bamako. Cô chơi guitar acoustic cũng như hát, và sử dụng hài hòa giữa giọng hát và âm thanh nhạc cụ trong cách sắp xếp các bài hát của mình mà điều này thường rất hiếm trong âm nhạc người Mali. Cô cũng chơi ngoni (lute) và balafon. 
Năm 1997, Traoré hợp tác với nhạc sĩ người Mali Ali Farka Touré, điều này đã tạo nên sự nghiệp của cô.
Cô đã được chọn để được vào vị trí ban giám khảo cho phần thi chính của Liên hoan phim Cannes 2015.

## Sản phẩm thu âm
Album đầu tiên của cô Mouneïssa (Label Bleu), phát hành vào cuối năm 1997 tại Mali và ngày 1 tháng 9 năm 1998 tại châu Âu, được hoan nghênh vì sự kết hợp tuyệt vời giữa một số truyền thống âm nhạc của người Mali như sử dụng ngoin và balafon. Nó bán được hơn 40.000 bản ở châu Âu.
Vào ngày 11 tháng 7 năm 2000, album thứ hai của cô, Wanita đã được phát hành. Traoré đã viết và sắp xếp toàn bộ album.
Album năm 2003 của cô, Bowmboï có hai bài hát được thu âm với Tứ tấu Kronos nhưng vẫn hát theo ngôn ngữ Bamana.
Album Tchamantché của cô đã được phát hành vào ngày 6 tháng 5 năm 2008, tiếp theo sau đó vào năm 2013 album Beautiful Africa của cô được phát hành.
Cô đã viết nhạc cho Toni Morrison vào năm 2011 trong vở kịch Desdemona.